# اندیس نگیسون
نگیسون یک اندیس فلزی است که در حوالی شهر نکیسان استان کرمان قرار دارد و مادهٔ معدنی موجود در آن، مس است.سنگ میزبان این اندیس توف خاکستری است و دیرینگی آن به دوران ائوسن می‌رسد. 